# فرودگاه جینچانگ یینچوان
فرودگاه جینچانگ یینچوان (به انگلیسی: Jinchang Jinchuan Airport) یک فرودگاه همگانی با کد یاتا JIC است که یک باند فرود بتن دارد و طول باند آن ۳۰۰۰ متر است. این فرودگاه در کشور چین قرار دارد .

## شرکت‌های هواپیمایی و مقصدهای پروازی
| شرکت‌های هواپیمایی      | مقصدهای پروازی               |
| ---------------------- | ---------------------------- |
| چاینا یونایتد ایرلاینز | پکن نانیوان، جیایوگوان       |
| تیانجین ایرلاینز       | لانجو ژنگچوان، شی‌آن شیان‌یانگ |